# Salacia sinuosa
Salacia sinuosa är en nässeldjursart som först beskrevs av V.S. Bale 1884.  Salacia sinuosa ingår i släktet Salacia och familjen Sertulariidae. Inga underarter finns listade i Catalogue of Life.